# 大坂商人
大坂商人（おおさかしょうにん）とは、近世の大坂（大阪）で活動した商人である。

## 概要
近江商人、伊勢商人とならび日本三大商人の一つとされる。江戸時代に物流、商業の中心地であり商人の町であったこと、交通の要地に位置していたことなどがそれを可能にした。また、大坂では大坂商人以外にも近江商人や伊勢商人をはじめとした近畿地方各地の商人が存在感と影響力を発揮した。

## 主な大坂商人
- 淀屋 - 材木商だった初代・常安が中之島を開く[3]。2代目・三郎右衛門は米市を開いて諸藩の蔵米の販売を一手に引き受け、また、両替屋や廻船問屋なども手掛けた[3]。5代目・三郎右衛門の時に闕所・所払とされた[3]。
- 安井道卜 - 成安道頓らと共に道頓堀川を開削する[4]。道頓堀沿いに芝居小屋を設置し、道頓堀が大坂ミナミの中心となるきっかけを作った[5]。
- 鴻池家 - 酒造業に始まり、海運業や両替業に進出した[6]。
- 天王寺屋五兵衛 - 両替商[7]。
- 住友家 - 製銅業や銅山経営を行う[8]。
- 三井家 - 伊勢国松坂発祥[9]（伊勢商人。源流は近江商人）。呉服業や両替為替業を行い、京都・江戸・大坂に店を持った[9]。
- 下村彦右衛門 - 呉服店の大丸を創業[10]。